# Wirginia Mirosławska
Wirginia Mirosławska (ur. 1961) – polska polonistka i slawistka, dyrektorka Instytutu Polskiego w Bratysławie (1996–2000)

## Życiorys
Pochodzi ze Świętokrzyskiego. Ukończyła polonistykę na Uniwersytecie Łódzkim, gdzie w 1993 obroniła doktorat nauk humanistycznych z językoznawstwa na podstawie napisanej pod kierunkiem Marii Kamińskiej pracy Nazwy osobowe w metrykach Kazimierza i Lutomierska z XVII i I poł. XVIII wieku. Pracowała jako lektorka języka polskiego w Preszowie oraz na macierzystej uczelni. Od 1996 do 2000 dyrektorka Instytutu Polskiego w Bratysławie w stopniu I sekretarz. Następnie pracowała w wydawnictwie naukowym w Krakowie. Stamtąd wyjechała do Królewca, gdzie uczyła języka polskiego. Następnie została skierowana przez Ministerstwo Nauki i Szkolnictwa Wyższego na Uniwersytecie Wielkotyrnowskim im. Świętych Cyryla i Metodego, gdzie jest lektorką polskiego.
W 2001 uzyskała uprawnienia tłumaczki przysięgłej języka słowackiego.

## Publikacje
- Nazwy osobowe mieszkańców Lutomierska: (XVII–XVIII w.), 1997
- Ćwiczenia fonetyczne z języka polskiego, 2010
- O Polsce po Polsku. Materiały do nauczania wiedzy o Polsce, 2012
- ABC fleksji polskiej. Ćwiczenia, (we współautorstwie ze Stelianą Aleksandrową), 2016